# Will.i.am
will.i.am (někdy také Will.I.Am, vlastním jménem William Adams; * 15. března 1975 Los Angeles) je americký zpěvák, rapper, skladatel, producent a příležitostný herec. Je členem a spoluzakladatelem skupiny The Black Eyed Peas. Má sestru Celene a bratra Carla. Kromě psaní písní se věnuje breakdance.

## Kariéra
Jeho matka ho už od dětství podporovala v kariéře, aby neskončil v jednom z kalifornských ghet, jako většina jeho spolužáků a kamarádů. V době, kdy začal studovat na střední škole, již začal více pracovat na své hudební kariéře. Seznámil se zde také se svým budoucím kolegou z The Black Eyed Peas apl.de.apem. Brzy na to začal Will skládat první písničky a s apl.de.apem vystupovat v Los Angelských klubech. Založili zde svou první hudební skupinu Atban Klann. Poté to šlo s jeho hudební kariérou prudce nahoru. Připojil se k nim rapper Taboo a založili skupinu Black Eyed Peas. V roce 1998 vydali první album Behind the Front a tři roky na to album Bridging the Gap. Poté, v roce 2003 se k nim přidala zpěvačka Fergie, změnili svůj název z Black Eyed Peas na The Black Eyed Peas a vydali album Elephunk. Následovala alba jako Monkey Business (2005), The E.N.D. (The Energy Never Dies) (2009) a zatím nejnovější album The Beginning (2010).
Složil a nazpíval mnoho soundtracků k filmům, jako jsou například: Scary Movie, Garfield ve filmu, Taxi, Shrek Třetí, Znovu 17, G-FORCE, Madagaskar 2: Útěk do Afriky nebo Velký Gatsby. Pro film Madagaskar 2: Útěk do Afriky nazpíval známou píseň I Like to Move It. Navíc si zde, co by dabér, střihnul roli hrocha Moto Moto. Daboval ptáka Pedro ve filmu Rio. S The Black Eyed Peas se také objevil ve filmu Buď v klidu s Johnem Travoltou nebo v seriálu Las Vegas: Kasíno. Jeho zatím největší herecká role přišla až v roce 2009, kdy byl obsazen do role Johna Wraitha ve filmu X-Men Origins: Wolverine. S písní Yes We Can, na podporu kampaně prezidenta Baracka Obamy získal v roce 2008 cenu Daytime Emmy. Od roku 2012 zasedá pravidelně v porotě britské pěvecké soutěže The Voice.
Nosil zatím jen dva účesy: dlouhé vlasy s dredy a neobvyklou pěšinku.

## Zajímavosti
Jeho oblíbeným nápojem je Pepsi Max, natočit na ni reklamu však odmítl.

## Diskografie
Studiová alba
- Lost Change (2001)
- Must B 21 (2003)
- Songs About Girls (2007)
- #willpower (2013)